# Металотолерантні організми
Металотолерантні організми — тип екстремофілів, організми, які здатні жити в навколишньому середовищі з високими концентраціями важких металів та їх солей.
Металотолерантні організми можуть бути знайдені в навколишньому середовищі, що містить арсен, кадмій, мідь, і цинк. Відомі представники таких організмів  Ferroplasma sp. і Cupriavidus metallidurans .
| Екологія | Це незавершена стаття з екології. Ви можете допомогти проєкту, виправивши або дописавши її. |